# Грб општине Топола
Краљевска кућа Карађорђевића потиче из Тополе, а ту су и сахрањени многи Карађорђевићи, и стога грб Тополе оличава краљевско достојанство. Круна је постављена на љубичасто поље оивичено крзном, што подсећа на свечани краљевски плашт и краљевско крунисање. Два сребрна орла потичу од српског симбола двоглавог орла носе мале штитове око врата на којима су грб Србије и грб Шумадије.